# Lexicografia digital
La lexicografia digital és la disciplina lingüística que s'encarrega de l'elaboració de diccionaris digitals i el conjunt de coneixements lingüístics relacionats amb ells.

## Evolució de la lexicografia
El segle XX suposà un avanç per a la lexicografia gràcies a la tecnologia multimèdia. Aquesta permet la integració de múltiples elements -com el text, el so, la fotografia i el vídeo- que fan possible la simultaneïtat d'estímuls visuals, auditius i intel·lectuals. Els recursos multimèdia s'han convertit en una part essencial de l'expressió del discurs lexicogràfic. En el moment actual, la lexicografia digital té grans perspectives, però ha d'afrontar el gran repte que suposa el maneig de l'ordinador en l'elaboració dels diccionaris i en el treball lexicogràfic (GELPÍ, 2004). La lexicografia digital segueix treballant per millorar l'ús, la presentació de les dades, les possibilitats de recerca, la fiabilitat i l'adaptació a les necessitats comunicatives dels usuaris.

## Diccionaris digitals
Els diferents diccionaris digitals presenten dimensions i usos ben variats. Hi ha una gran producció de diccionaris en format electrònic -com són les versions en CD-ROM dels diccionaris editats en paper -i diccionaris en xarxa subministrats a través d'Internet. No estan sotmesos a restriccions d'espai i els usuaris tenen accés a un important volum d'informació de forma fàcil, ràpida i econòmica. La informació s'organitza en forma de xarxa (ALVAR, 2003).
La fiabilitat d'aquests diccionaris es pot determinar a través de criteris d'avaluació. Els avantatges que presenten giren entorn de les possibilitats de recerca, la reutilització de la informació i la interacció visual. En canvi, la necessitat d'actualitzar la informació, les complicacions d'ús i la manca de fiabilitat són els principals inconvenients (V.V.A.A.,1999).
En suport digital es poden trobar un gran nombre de diccionaris monolingües, multilingües, especialitzats (de medicina, informàtica, botànica, etc.).

## Llistat d'alguns diccionaris en llengua catalana
- Diccionari de l'Institut d'Estudis Catalans
- Diccionari català-valencià-balear
- Diccionari de terminologia (TERMCAT)
- Gran diccionari de la llengua catalana (Enciclopèdia Catalana)